# Lauch Faircloth
Lauch Faircloth (Sampson megye, 1928. január 14. – Clinton, 2023. szeptember 14.) az Amerikai Egyesült Államok szenátora (Észak-Karolina, 1993–1999). 1950 és 1990 között a Demokrata Párt, 1991-től haláláig a Republikánus Párt híve volt.

## Életpályája
Faircloth a legfiatalabb volt James és Mary Faircloth négy fia közül; Jamesnek 2500 hektáros gyapotfarmja volt, amelyet James halála után Lauch örökölt. A Roseboro High Schoolba és a High Point Egyetemre járt, de az utóbbit otthagyta, miután apja agyvérzést kapott.
Faircloth Bob Dole, Jesse Helms és Strom Thurmond szenátorokkal együtt lelkesedett a karolinaiak új futballcsapata, a Carolina Panthers iránt.
Szenátusi szolgálata előtt Faircloth ismert és gazdag sertéstenyésztő volt, emellett olyan üzleti vállalkozásokban is részt vett, mint az építőipar és az autókereskedés. Politikai aktivizmusának egyik mozgatórugója az volt, hogy nem értett egyet a nagy sertéstenyésztő üzemekre, mint amilyen az övé is volt, vonatkozó, a környezetvédő és populista ellenérzések által táplált növekvő szabályozással.